# Donndorf
Pour les articles homonymes, voir Adolf von Donndorf et Karl Donndorf.
Donndorf est une ancienne commune allemande de l'arrondissement de Kyffhäuser, Land de Thuringe.

## Géographie
Donndorf comprend les quartiers de Kleinroda et Kloster Donndorf qui donne son nom à la commune.
| Nausitz |          | Roßleben |
|         | Donndorf |          |
| Kölleda |          | Wiehe    |

Donndorf se trouve sur la ligne de Naumbourg à Reinsdorf.

## Histoire
Donndorf est mentionné pour la première fois au IXe siècle dans un répertoire des biens de l'abbaye d'Hersfeld. Un château-fort sera remplacé par l'abbaye.
Kleinroda est créé probablement au XIIe siècle, après le défrichement de la forêt comme le laisse penser son nom.

## Personnalités liées à la commune
- Camillo von Seebach (1808-1894), homme politique